# Íñigo Arguibide
Iñigo Arguibide Goñi (Huarte, 19 de abril de 2005) es un futbolista español que juega como lateral derecho o extremo derecho en el CA Osasuna Promesas de la Primera Federación.

## Trayectoria
Nacido en Huarte, se forma en el CD Huarte, CD Oberena y CF Gazte Berriak antes de unirse al fútbol base del CA Osasuna en 2021, inicialmente como extremo derecho, aunque reconvertido a lateral durante su progresión.Debuta con el filial el 27 de mayo de 2023 al partir como titular en un empate por 2-2 frente al CE Sabadell FC en la Primera Federación.
En enero de 2024 se convierte en habitual del filial tras la marcha de Adama Boiro al Bilbao Athletic.Logra debutar con el primer equipo el 25 de febrero de 2024 al entrar como suplente en la segunda mitad en un empate por 1-1 frente a la UD Las Palmas en la Primera División.

## Clubes
Actualizado al último partido disputado el 24 de mayo de 2025.
| Club                | País   | Año       | Partidos | Goles |
| ------------------- | ------ | --------- | -------- | ----- |
| CA Osasuna Promesas | España | 2023-act. | 41       | 1     |
| CA Osasuna          | España | 2024-act. | 1        | 0     |